# Centre correctionnel métropolitain de Chicago
Metropolitan Correctional Center, Chicago
Le centre correctionnel métropolitain de Chicago (en anglais : Metropolitan Correctional Center, Chicago ou MCC Chicago) est une prison fédérale américaine située à Chicago, dans le comté de Cook, au nord-est de l'État de l'Illinois. Son adresse est le 71 West Van Buren Street, au cœur du secteur financier du Loop, en centre-ville de Chicago.
Les détenus incarcérés dans l'établissement sont des hommes et des femmes de tous niveaux de sécurité avant et pendant les procédures judiciaires du district nord de l'Illinois (Northern District of Illinois), ainsi que des détenus purgeant de courtes peines.
L'établissement est géré par le Bureau fédéral des prisons (Federal Bureau of Prisons), une division du département de la Justice des États-Unis.

## Histoire
Le MCC Chicago a été conçu par l'architecte Harry Weese (en). La construction de l'établissement a commencé en 1971 et a ouvert ses portes en 1975. D'une hauteur de 88 mètres, le bâtiment a la forme d'un triangle rectangle, compte 28 étages et dispose d'une cour d'exercice sur le toit. Les fenêtres espacées de façon irrégulière sur chaque mur rappellent les anciennes cartes perforées des ordinateurs.
Plusieurs caractéristiques rendent la conception du MCC Chicago unique par rapport aux autres établissements pénitentiaires fédéraux. Weese a conçu chaque cellule avec une fenêtre à fente du sol au plafond, de 2,1 mètres de longueur sur 130 millimètres de large, suffisamment étroite pour ne pas nécessiter de barreaux, et biseautée pour permettre à la lumière naturelle de passer à l'intérieur. Les cellules étaient à l'origine conçues pour être aussi confortables que possible, sur le modèle des cabines de voiliers, avec des lits et des bureaux en bois dur intégrés. La plupart de ces caractéristiques ont depuis été supprimées.

## Description

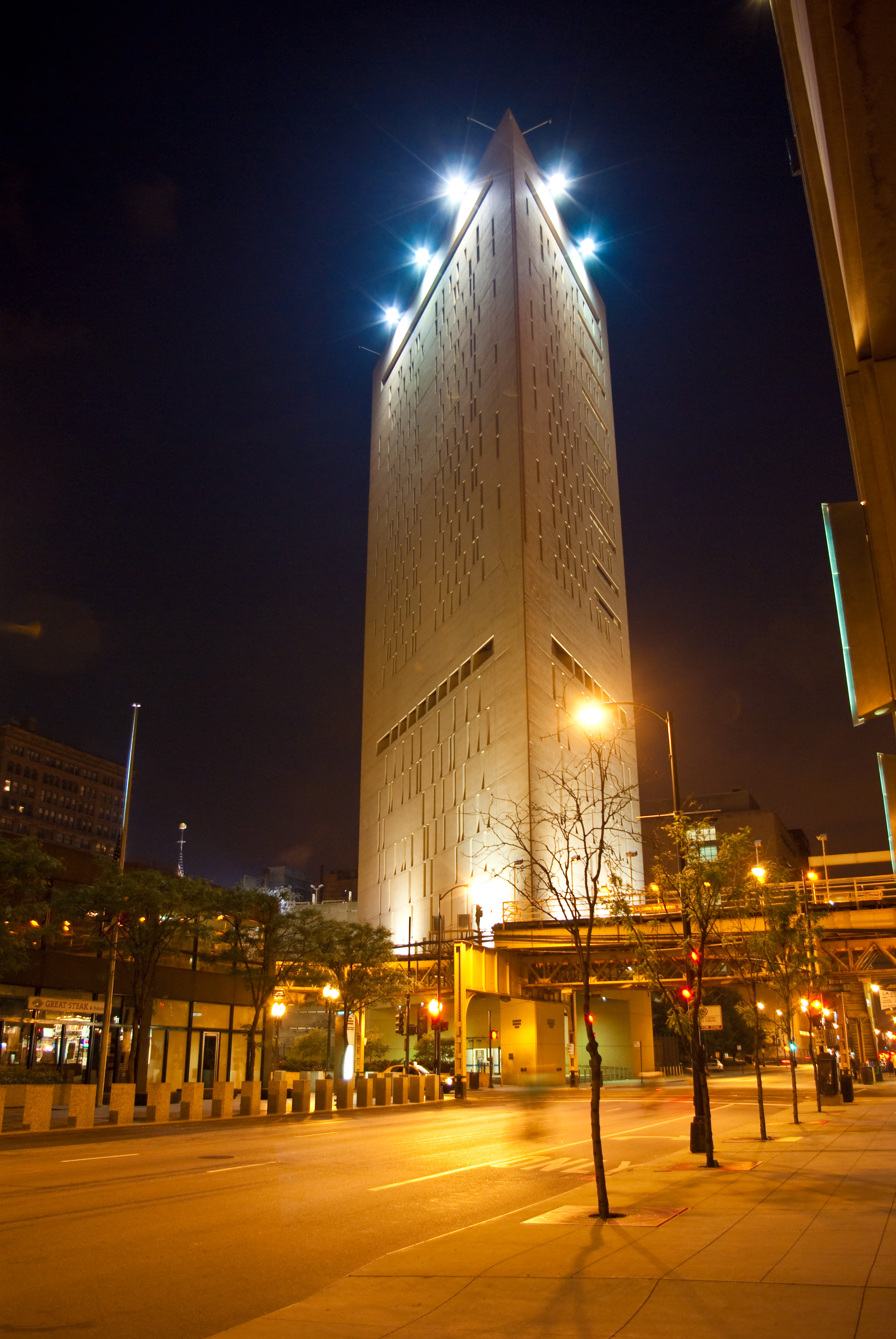
Le bâtiment de nuit.

Une cour d'exercice mise à disposition des détenus se trouve sur le toit du bâtiment. Cette cour est entourée de murs en béton d'environ 9,1 mètres de haut avec des ouvertures clôturées. Au sous-sol du bâtiment, un centre de loisirs fournit des équipements sportifs et de fitness. On y trouve également une salle mettant à disposition des jeux de société. Les bibliothèques de loisirs et de droit se trouvent au neuvième étage du bâtiment, ainsi que des salles de classe et des bureaux administratifs.
Il existe une unité  de sécurité de confinement solitaire (quartier d'isolement) pour les prisonniers masculins, tandis que les prisonnières qui doivent être isolées, depuis 2005, sont emmenées à la prison du comté de Cook (Cook County Jail) située aussi à Chicago.
Depuis 2005, les femmes détenues peuvent se rendre dans la salle d'exercice et la bibliothèque de droit une fois par semaine. La prison n'autorise que les hommes, et non les femmes, à travailler en prison, par exemple dans la cuisine de la prison. Piper Kerman, l'auteur de Orange Is the New Black: My Year in a Women's Prison qui séjourna dans cette prison, décrit dans son livre qu'en 2005 l'institution ne répondait pas aux demandes des détenus qui étaient dans la "misère", et que les gardiens qui étaient "souvent agréables, bien que non professionnels", étaient incapables d'apporter des changements significatifs.

## Événements notables

### Évasions de 1985
En 1985, Bernard Welch et Hugh Colomb, deux meurtriers condamnés, ont rassemblé le matériel nécessaire pour percer une fenêtre, sortir du MCC et s'échapper par une corde en bois jusqu'au niveau de la rue. Ils ont finalement été capturés après une chasse à l'homme de plusieurs mois dans tout le pays.

### Projet d'évasion en 2009
En octobre 2009, Matthew Nolan (numéro 28750-045), frère du réalisateur Christopher Nolan, a préparé un plan d'évasion en rassemblant des draps de lit et d'autres matériaux pour s'échapper par la fenêtre mais son plan a échoué et a été qualifié « d'impossible » par le juge qui a condamné Nolan à 14 mois pour cette tentative. Nolan était détenu au MCC dans l'attente d'une extradition vers le Costa Rica pour une infraction à la législation sur les passeports (ses charges ayant été réduites par rapport à des infractions capitales antérieures) au moment du complot déjoué.

### Procès de Vicente Zambada Niebla
En février 2010, un haut responsable du cartel de Sinaloa, Vicente Zambada Niebla, a été appréhendé par la police mexicaine et extradé vers Chicago pour y être jugé. Considéré comme un criminel à haut risque, il a été placé à l'isolement. Sur la base de renseignements indiquant que des alliés de Zambada Niebla préparaient une évasion en hélicoptère, Zambada Niebla n'a pas été autorisé à accéder à la cour d'exercice située sur le toit du bâtiment. Les responsables du Bureau fédéral des prisons ont invoqué le fait que le cartel de Sinaloa dispose de ressources illimitées et qu'il a déjà réussi des évasions et des assassinats dans le passé. Zambada Niebla a intenté un procès au Bureau fédéral des prisons en 2011, affirmant que le fait de ne pas pouvoir faire d'exercice constituait une punition prétendument « cruelle » et « inhabituelle ». En septembre 2011, le juge de district américain Ruben Castillo a statué que, puisque Zambada Niebla n'avait pas été condamné, son placement à l'isolement n'était pas justifié. Afin de se conformer au jugement et d'atténuer les problèmes de sécurité, le Bureau fédéral des prisons a transféré Zambada Niebla à l'établissement correctionnel fédéral de Milan, un établissement de sécurité moyenne situé dans le Michigan, qui dispose d'une aire d'exercice au niveau du sol.